# Pomnik Jana Kochanowskiego w Poznaniu
Pomnik Jana Kochanowskiego – pomnik poety renesansowego Jana Kochanowskiego zlokalizowany w Poznaniu, na terenie Ostrowa Tumskiego, na skwerze przy budynku Akademii Lubrańskiego (ul. Lubrańskiego 1).

## Historia
Pomnik stoi na miejscu dawnej jamy śmietnikowej, w której podczas badań archeologicznych w początkach XXI wieku odkryto bogaty zbiór zastawy stołowej i naczyń kuchennych z różnych czasów.
Kamień węgielny pod monument wmurowano z okazji 300-lecia śmierci poety w 1884, a w 1885 pomnik odsłonięto. Autorem dzieła (w formie obelisku) był Antoni Krzyżanowski – cieśla, budowniczy i polski działacz niepodległościowy. Medalion z portretem Kochanowskiego wykonał Wiktor Brodzki (autor m.in. nagrobka Laury Przeździeckiej w Kamieńcu Podolskim). Prace wykonano za fundusze pochodzące ze zbiórki publicznej. W 1927 obiekt przeniesiono pod probostwo katedralne, w 1940 zniszczono, w 1984 zrekonstruowano (projekt: Jerzy Sobociński, fundator: miasto), a w 2002 przemieszczono na obecne miejsce ekspozycji (kolidował z budowanym wtedy pomnikiem Jana Pawła II). Cokół obiektu jest kamienny, a płyty brązowe.
Jan Kochanowski był w latach 1564–1574 prepozytem kapituły katedralnej w Poznaniu, co wiązało się podówczas z bardzo wysokimi dochodami – jednymi z najwyższych w życiu poety, który nigdy nie przebywał w Poznaniu.
W niewielkim oddaleniu stoi pomnik kard. Augusta Hlonda.